# 小株紫堇
小株紫堇（学名：Corydalis inconspicua）为罂粟科紫堇属下的一个种。

## 扩展阅读
- 維基物種上的相關：小株紫堇